# آن هاني
آن هاني (بالإنجليزية: Anne Haney)‏ (و. 1934 – 2001 م) هي ممثلة مسرحية، وممثلة تلفزيونية، وممثلة أفلام أمريكية، ولدت في ممفيس، تينيسي، توفيت عن عمر يناهز 67 عاماً، بسبب قصور القلب.

## التعليم
تعلمت في جامعة ولاية كارولينا الشمالية في تشابل هيل.

## وصلات خارجية
- آن هاني على موقع IMDb (الإنجليزية)
- آن هاني على موقع ألو سيني (الفرنسية)
- آن هاني على موقع تيرنر كلاسيك موفيز (الإنجليزية)
- آن هاني على موقع أول موفي (الإنجليزية)
- آن هاني على موقع قاعدة بيانات الأفلام السويدية (السويدية)
- آن هاني على موقع إن إن دي بي (الإنجليزية)
- آن هاني على موقع قاعدة بيانات الفيلم (الإنجليزية)
- آن هاني على موقع كينوبويسك (الروسية)